# 1993 SB

1993 SB

1993 SB är en plutino i Kuiperbältet. Detta objekt var en av de första plutinor som upptäcktes (tillsammans med 1993 RO och 1993 RP). Detta objekt upptäcktes 1993 (därav namnet) med hjälp av teleskopet Isaac Newton vid La Palma-observatoriet av astronomerna Iwan P. Williams, Alan Fitzsimmons och Donal O'Ceallaigh.
Mycket lite är känt om detta objekt. Beräkningen av diametern är baserad på en gissning av albedon.